# Giancarlo Chiono
Giancarlo Domenico Chiono (Torino, 26 agosto 1936 – Pecetto Torinese, 25 luglio 1974) è stato un tiratore a volo italiano.

## Biografia
Nato nel 1936 a Torino, era tesserato per il "Circolo Caccia e Tiro" della sua città.
Nel 1967 vinse la medaglia d'argento nello skeet a squadre ai Mondiali di Bologna, insieme a Loris Beccheroni, Luigi Rivoira e Stefano Rivoira, terminando con 375 punti, dietro alla sola Unione Sovietica.
A 32 anni partecipò ai Giochi olimpici di Città del Messico 1968, nello skeet, chiudendo al 25º posto con 188 punti.
Fu campione italiano di skeet nel 1963 e poi per quattro anni di fila dal 1965 al 1968.
Morì nel 1974, a soli 37 anni.

## Palmarès

### Campionati mondiali
- 1 medaglia:
  - 1 argento (Skeet a squadre a Bologna 1967)